# Oberfladungen
Oberfladungen ist ein Gemeindeteil der Stadt Fladungen im unterfränkischen Landkreis Rhön-Grabfeld in Bayern. Die Gemarkung Oberfladungen hat eine Fläche von 6,607 km². Sie ist in 1116 Flurstücke aufgeteilt, die eine durchschnittliche Flurstücksfläche von 5920,25 m² haben.

## Geographie
Das Pfarrdorf liegt in der Rhön nahe der ehemaligen innerdeutschen Grenze zu Thüringen westlich der Streu, eines rechten Nebenflusses der Fränkischen Saale, auf 435 m ü. NHN. Die Bundesstraße 285 verbindet den Ort mit Fladungen, mit dem Oberfladungen annähernd zusammengewachsen ist, und dem thüringischen Melpers, etwa 2,5 Kilometer nördlich. Zudem stellt die Staatsstraße 2265 eine Verbindung nach Leubach her.

## Geschichte
Oberfladungen wurde im Jahr 1228 erstmals urkundlich erwähnt. Auf der Flur von Oberfladungen befand sich der im 15. Jahrhundert wüst gefallene Ort Salkenberg. Im Jahr 1592 wurde Oberfladungen kirchlich unabhängig von Fladungen. Im 17. Jahrhundert wurde die Siedlung zweimal fast völlig zerstört. Im Jahr 1639 brannte der schwedische Heerführer Hans Christoph von Königsmarck den Ort nieder, 1695 zerstörte ein Feuer den Großteil der Wohngebäude. Im Jahr 1875 zählte der Ort 306 Einwohner und 176 Gebäude.
Infolge der deutschen Teilung lag der Ort bis 1989 im Zonenrandgebiet an der innerdeutschen Grenze. Oberfladungen wurde am 1. Januar 1972 im Zuge der Gebietsreform in Bayern nach Fladungen eingemeindet.

## Religion
Die katholische Kirche St. Josef der Bräutigam ist im barocken Stil gehalten, wurde ab 1694 errichtet und im Jahr 1708 geweiht. Oberfladungen ist ein Teil der Pfarreiengemeinschaft Fladungen–Nordheim.

## Vereine
In Oberfladungen gibt es den Sportverein DJK Oberfladungen, eine Freiwillige Feuerwehr und einen Karnevalsverein. Die Mehrzweckhalle Oberfladungen, auch Stachushalle genannt, verfügt über rund 240 Sitzplätze.